# Мороз Петро Васильович
Петро Васильович Моро́з (нар. 29 січня 1931, Куликівка — пом. 27 квітня 2017, Чернігів) — український актор; заслужений артист УРСР з 1976 року. Чоловік актриси Емми Мороз.

## Біографія
Народився 29 січня 1931 року в селі Куликівці (нині Шевченкове Полтавського району Полтавської області, Україна). 1957 року закінчив Харківський театральний інститут.
Після здобуття фахової освіти працював актором у Миколаїському музично-драматичному театрі; у 1964—2014 роках — актор Чернігівського українського музично-драматичного театру імені Тараса Шевченка. 2014 року вийшов на пенсію. Помер у Чернігові 27 квітня 2017 року.

## Ролі
- Анхіз, Виборний (за поемою «Енеїда», «Наталка Полтавка» Івана Котляревського)
- Гнат («Назар Стодоля» Тараса Шевченка);
- Степан, Герасим Калитка, Омелько («Безталанна», «Сто тисяч», «Мартин Боруля» Івана Карпенка-Карого);
- Микола Задорожний («Украдене щастя» Івана Франка);
- Хома Ґудзь («Fata Morgana» за Михайлом Коцюбинським);
- Максим Книш («Жіночі пристрасті» за Іваном Нечуєм-Левицьким);
- Дядько Лев («Лісова пісня» Лесі Українки);
- Ангел («Дикий Ангел» Олексія Коломійця);
- Гриціян («Весілля в Малинівці» Олексія Рябова, Леоніда Юхвіда);
- Кум Цибуля, Солопій Черевик, Голова, Собакевич, Городничий (за повістями «Сорочинський ярмарок» і «Майська ніч», за романом «Мертві душі», «Ревізор» Миколи Гоголя);
- Іван («Без вини винні» Олександра Островського);
- Михеїч («Живи і пам'ятай» Валентина Распутіна);
- Васков («А зорі тут тихі…» Бориса Васильєва);
- Капулетті («Ромео і Джульєтта» Вільяма Шекспіра);
- Лорд Гардінер («Марія Тюдор» Віктора Гюґо).

Зігав епізодичні ролі у фільмах «Дощ у чужому місті» (1979) та «Володьчине життя» (1984).